# Сноудон
Сно́удон или Ир-Уитва (валл. Yr Wyddfa) — самая высокая гора Уэльса. Высочайшая вершина Великобритании южнее Шотландского высокогорья. Находится в национальном парке Сноудония в округе Гуинет. Вершина Сноудона известна как Yr Wyddfa (курган) и находится на высоте 1085 метров над уровнем моря. Название «Сноудон» происходит от древнеанглийского Snow Dun, означающего «снежный холм».

## Первое восхождение
Первое задокументированное восхождение на Сноудон было совершено в 1639 году ботаником Томасом Джонсоном. Однако валлийский историк XVIII века Томас Пеннант упоминает «триумфальное восхождение на нашу главную гору» после завоевания Уэльса Эдуардом I в 1284 году, что, если это правда, указывает на возможность более ранних восхождений.
Множество крутых скал в районе Сноудона сыграли важную роль в истории британского скалолазания. Здесь Эдмунд Хиллари готовился к подъёму на Эверест.

## Топография
Сноудон имеет шесть хребтов: крутые и скалистые хребты на севере и востоке, мелкие и травянистые, но более удалённые на юге и на западе. Есть много каров, образованных оледенением в ледниковый период, некоторые из них заполнены талыми водами.
С вершины Сноудона открывается один из самых обширных видов на Британских островах, в ясные дни оттуда видна Ирландия (Республика Ирландия и Северная Ирландия), Шотландия, Англия и остров Мэн, а также 24 графства, 29 озёр и 17 островов. Вид между Сноудоном и Мерриком (южная Шотландия) является самой длинной теоретической прямой видимостью Британских островов в 232 км. На практике при существующих атмосферных условиях такие наблюдения можно сделать крайне редко. Гору можно увидеть на взлёте и подходе к аэропорту Манчестера и Ливерпуля в очень ясные дни, а иногда даже с вершины Хоут в Дублине, Ирландия.

## Строения на вершине

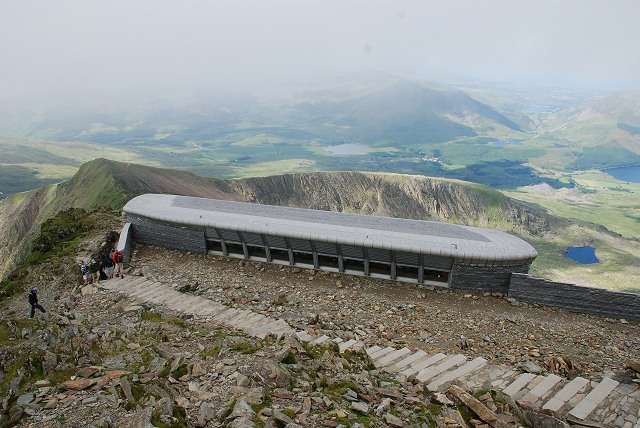
Новый комплекс для посетителей

В 1896 году была проложена Сноудонская горная железная дорога, на конечной станции, недалеко от вершины, была построена гостиница, в 1930-е она была заменена рестораном. К концу двадцатого века здесь было открыто кафе и торговый комплекс, где, кроме всего прочего, продаются футболки «Я поднялся на Сноудон».
Строение становилось всё более ветхим, принц Чарльз назвал его «самыми высокими трущобами Уэльса». Его состояние привело к деятельности по замене здания. В апреле 2006 года Национальный парк Сноудония при поддержке со стороны общества Сноудония согласовал сделку для начала работы над новым кафе и комплексом для посетителей. По состоянию на середину октября 2006 года старое здание было в значительной степени разрушено. Новый центр был официально открыт 12 июня 2009 года первым министром Уэльса Родри Морганом.

## Граф Сноудон
Титул графа Сноудона был присвоен мелкому валлийскому дворянину Энтони Армстронг-Джонсу по случаю его брака с сестрой английской королевы принцессой Маргарет в 1960 году.